# RV & AV Excelsior in het seizoen 1964/65
Het seizoen 1964/1965 was het 11e jaar in het bestaan van de Rotterdamse betaaldvoetbalclub Excelsior. De club kwam uit in de Nederlandse Eerste divisie en eindigde daarin op de 16e plaats, dit betekende dat de club rechtstreekse degradeerde naar de Tweede divisie. Tevens deed de club mee aan het toernooi om de KNVB Beker, hierin werd in de tweede ronde verloren van Hilversum (0–3).

## Wedstrijdstatistieken

### Eerste divisie
|       | Alkmaar '54 | Blauw-Wit | DHC   | Eindhoven | Elinkwijk | Enschedese Boys | Holland Sport | N.E.C. | RBC   | Veendam | Velox | Volendam | De Volewijckers | VVV   | Willem II |
| ----- | ----------- | --------- | ----- | --------- | --------- | --------------- | ------------- | ------ | ----- | ------- | ----- | -------- | --------------- | ----- | --------- |
| Thuis | 0 – 0       | 0 – 4     | 1 – 1 | 1 – 2     | 0 – 1     | 1 – 1           | 3 – 1         | 2 – 3  | 3 – 1 | 1 – 0   | 1 – 3 | 2 – 4    | 1 – 1           | 0 – 0 | 2 – 2     |
| Uit   | 1 – 2       | 2 – 2     | 4 – 6 | 2 – 2     | 3 – 0     | 2 – 0           | 2 – 0         | 3 – 0  | 2 – 0 | 1 – 0   | 1 – 1 | 2 – 1    | 1 – 1           | 2 – 1 | 2 – 0     |

### KNVB beker
| 1e ronde                                     | Excelsior                                               | 1 – 1 (0 – 1, 1 – 1) Na strafschoppen | Haarlem          |
| 4 oktober 1964 Plaats: Rotterdam Woudestein  | Toon Meerman 59'                                        |                                       | 40' Arie de Oude |
| 2e ronde                                     | Hilversum                                               | 3 – 0 (1 – 0)                         | Excelsior        |
| 6 december 1964 Plaats: Rotterdam Woudestein | Eddy Quinet 15' Hans van Eikeren 57' Leen Vermeulen 87' |                                       |                  |

## Statistieken Excelsior 1964/1965

### Eindstand Excelsior in de Nederlandse Eerste divisie 1964 / 1965
| Stand | Gespeeld | Gewonnen | Gelijk | Verloren | Punten | Doelpunten voor | Doelpunten tegen |
| ----- | -------- | -------- | ------ | -------- | ------ | --------------- | ---------------- |
| 16e   | 30       | 5        | 10     | 15       | 20     | 34              | 54               |

### Topscorers
| #                    | Naam              | Goal |
| -------------------- | ----------------- | ---- |
| 1.                   | Rinus Brand       | 7    |
| 2.                   | Henk Schouten     | 5    |
| 2.                   | Piet Slui         | 5    |
| 4.                   | Leen Tump         | 4    |
| 5.                   | Toon Meerman      | 3    |
| 6.                   | Louis Corpeleijn  | 2    |
| 6.                   | Gerrit Kort       | 2    |
| 8.                   | Rinus Commijs     | 1    |
| 8.                   | Karel van der Lek | 1    |
| 8.                   | Gerard Weber      | 1    |
| Onbekende doelpunten |                   |      |
| –                    | Onbekend          | 3    |
| Totaal               | Totaal            | 34   |

| #      | Naam         | Goal |
| ------ | ------------ | ---- |
| 1.     | Toon Meerman | 1    |
| Totaal | Totaal       | 1    |